# Selevac
Selevac (serbocroata cirílico: Селевац) es un pueblo de Serbia perteneciente al municipio de Smederevska Palanka en el distrito de Podunavlje del centro del país.
En 2011 tenía 3406 habitantes. Casi todos los habitantes son étnicamente serbios.
Se conoce la existencia del pueblo en documentos desde principios del siglo XVIII, cuando pertenecía al reino de Serbia de los Habsburgo. Tras ser ocupada la zona por los otomanos en 1739, los habitantes se dispersaron por el campo para defenderse de posibles ataques turcos, pero el asentamiento se repobló notablemente tras la Paz de Sistova de 1791. A principios del siglo XIX, durante la Revolución serbia, Selevac era el pueblo más importante de la nahiya de Smederevo, por lo que se produjeron aquí importantes enfrentamientos entre los revolucionarios y los otomanos, que llevaron a la destrucción de la iglesia en 1813. La actual iglesia del pueblo, construida entre 1827 y 1838, es una de las iglesias de madera más importantes del país, declarada monumento cultural en 1987.
Se ubica a medio camino entre Smederevska Palanka y Smederevo sobre la carretera 352. Al oeste del pueblo sale la carretera 353, que lleva a Mladenovac.